# Henryka Bochniarz

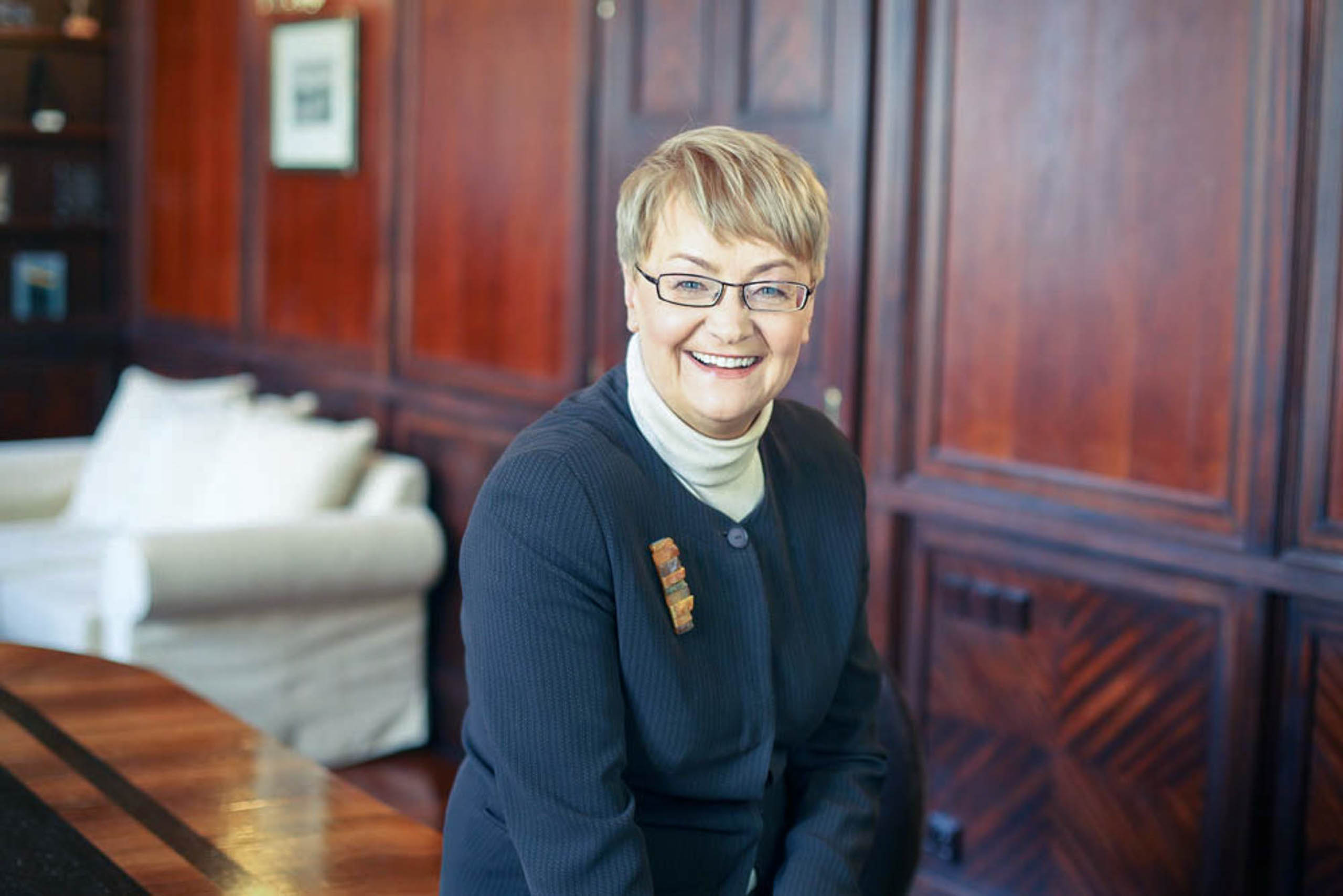
Henryka Bochniarz (2012)

Henryka Teodora Bochniarz z domu Kamecka (ur. 29 października 1947 w Świebodzinie) – polska ekonomistka i polityk. W 1991 minister przemysłu i handlu. Od 1999 do 2019 prezydent organizacji pracodawców Konfederacja Lewiatan, od 2019 przewodnicząca Rady Głównej tej organizacji, współzałożycielka Kongresu Kobiet, kandydatka na urząd prezydenta RP w wyborach w 2005.

## Życiorys

### Rodzina i wykształcenie
Jej pochodzącą z Wołynia matkę w trakcie II wojny światowej wywieziono na roboty przymusowe do Niemiec. Ojciec był powstańcem warszawskim, więziono go m.in. w KL Gusen. Rodzice poznali się w obozie przejściowym w Niemczech. Po wojnie zamieszkali w Świebodzinie, wkrótce przenieśli się do Zielonej Góry.
Po maturze w Liceum Ogólnokształcącym nr 7 w Zielonej Górze ukończyła studia na Wydziale Handlu Zagranicznego Szkoły Głównej Planowania i Statystyki. Uzyskała następnie stopień doktora nauk ekonomicznych, została także certyfikowanym doradcą ds. zarządzania (Certified Management Consultant).

### Działalność zawodowa i polityczna
Pracowała jako nauczyciel akademicki, w latach 1971–1990 pozostawała zatrudniona w Instytucie Koniunktur i Cen Handlu Zagranicznego (IKCHZ). Była stypendystką Programu Fulbrighta, a w latach 1985–1987 wykładała na University of Minnesota. W latach 1978–1990 należała do PZPR. Była m.in. I sekretarzem POP w IKCHZ.
W 1991 krótko pełniła funkcję sekretarza stanu w Ministerstwie Przekształceń Własnościowych. Od 31 sierpnia do 23 grudnia 1991 sprawowała urząd ministra przemysłu i handlu w gabinecie Jana Krzysztofa Bieleckiego.
Po odejściu z rządu zajęła się działalnością gospodarczą. Założyła i została prezesem zarządu jednej z pierwszych w Polsce firm doradczych „Nicom Consulting”. Współtworzyła Stowarzyszenie Doradców Gospodarczych w Polsce, w okresie od czerwca 1996 do października 1999 pełniła funkcję prezesa Polskiej Rady Biznesu. W styczniu 1999 założyła i została prezydentem Polskiej Konfederacji Pracodawców Prywatnych Lewiatan (przemianowanej następnie w Konfederację Lewiatan). Działała w Trójstronnej Komisji ds. Społeczno-Gospodarczych, współtworzyła Komitet Dobrych Praktyk.
Zasiadała w szeregu rad nadzorczych spółek prawa handlowego (tj. Commercial Union, TVN, Lukas Bank, Agora, TP S.A., Fiat Auto Poland i Unicredit). Zasiadła też w radach nadzorczych przedsiębiorstw Orange Polska oraz Fiat Chrysler Automobiles Poland.
4 czerwca 2005 ogłosiła swój start w wyborach prezydenckich jako bezpartyjna kandydatka z poparciem Partii Demokratycznej. Poparcia udzieliły jej także m.in. Młode Centrum oraz PKPP „Lewiatan”. Jej sztab wyborczy został zarejestrowany 14 lipca. W I turze wyborów uzyskała 188 598 głosów (1,26%), zajmując siódme miejsce. Przed II turą ogłosiła swoje poparcie dla kandydatury Donalda Tuska.
W czerwcu 2006 została wiceprezesem zarządu Boeing International na Europę Środkową i Wschodnią. Funkcję tę pełniła do grudnia 2014.
W 2010 prezydent RP Lech Kaczyński powołał ją w skład Narodowej Rady Rozwoju. W październiku 2015 z ramienia Konfederacji Lewiatan został członkinią nowo powstałej Rady Dialogu Społecznego. W 2017 sprawowała funkcję przewodniczącej tego gremium.
W 2019 zakończyła pełnienie funkcji prezydenta Konfederacji Lewiatan, została natomiast przewodniczącą Rady Głównej tej organizacji. W 2021 otworzyła Akademię Liderek Henryki Bochniarz. W 2025 została przewodniczącą rady nadzorczej przedsiębiorstwa Wirtualna Polska Holding.

### Działalność społeczna i publicystyczna
Objęła funkcję jednego z ośmiu wiceprezydentów BUSINESSEUROPE, największej organizacji zrzeszającej pracodawców w Unii Europejskiej. Od 2000 przewodniczy Polsko-Japońskiemu Komitetowi Gospodarczemu. Była członkinią m.in. Enterprise Policy Group, powołanej w 2000 przez Komisję Europejską grupy doradczej ds. polityki gospodarczej Unii Europejskiej. Brała także udział w pracach BIAC (The Business and Industry Advisory Committee), organizacji doradczej przy OECD, a także w grupie doradczej Banku Światowego.
Jest autorką publikacji z zakresu makro- i mikroekonomii oraz artykułów prasowych dotyczących aktualnych problemów społeczno-gospodarczych. W 2003 napisała (wspólnie z Jackiem Santorskim) książkę Bądź sobą i wygraj – 10 podpowiedzi dla aktywnej kobiety. Weszła w skład rady patronackiej magazynu „Liberte!”. W 2019 nakładem Konfederacji Lewiatan wydano antologię tekstów i wywiadów Henryki Bochniarz pt. Najważniejsze się nie lenić!, podsumowującą trzy dekady działalności publicznej.
Objęła funkcję wiceprezesa zarząd Fundacji Sztuki im. Stanisława Ignacego Witkiewicza. Przez dziesięć lat była współfundatorką Nagrody Literackiej „Nike” dla najlepszej książki roku. Zaangażowała się w działalność ruchu społecznego Kongres Kobiet, została członkinią i przewodniczącą rady programowej powołanego na jego bazie stowarzyszenia. Weszła w skład Komitetu Wspierania Muzeum Historii Żydów Polskich Polin w Warszawie.

## Odznaczenia i wyróżnienia
Odznaczenia państwowe
- Krzyż Komandorski z Gwiazdą Orderu Odrodzenia Polski (2014)[16][17]
- Krzyż Komandorski Orderu Odrodzenia Polski (2004)[18]
- Krzyż Kawalerski Orderu Odrodzenia Polski (1998)[19]
- Złota i Srebrna Gwiazda Orderu Wschodzącego Słońca (Japonia, 2010)[20]

Nagrody i wyróżnienia
Jest laureatką Nagrody Kisiela z 1998, nagrody miesięcznika „Pani” – Inwestycja Serc (2000) za działalność społeczną, nagrody „Stylu Życia” (2002) za styl prowadzenia mediacji. W 2003 otrzymała nagrodę im. Andrzeja Bączkowskiego za szczególny wkład w rozwój dialogu społecznego w Polsce i działania ponad podziałami politycznymi, którą przeznaczyła na utworzenie fundacji „Prymus” działającej na rzecz edukacji dzieci wiejskich. Wyróżniona tytułem „Kobieta Sukcesu Warmii i Mazur” przyznawanym przez Międzynarodowe Forum Kobiet w Olsztynie (2005).
W 2008 została laureatką nagrody Galeria Chwały Polskiej Ekonomii, wyróżnienia przyznawanego przez jury wytypowane przez „Manager Magazin”, PKPP Lewiatan, SGH i Akademię Leona Koźmińskiego. W 2012 znalazła się na liście 50 najbardziej wpływowych Polaków tygodnika „Wprost”. W 2014 tygodnik „Newsweek” umieścił ją w rankingu 10 najbardziej wpływowych kobiet w Polsce.
W 2019 uhonorowana Nagrodą za Odważne Myślenie im. Barbary Skargi.

## Życie prywatne
Jest zamężna ze Zbigniewem Bochniarzem (wykładowcą akademickim). Ma dwoje dzieci.